# Maison à pans de bois (Roanne)
La maison à pans de bois est une maison du XVe siècle, située à Roanne dans le département de la Loire, en France.

## Description
Elle est aussi appelée maison bourbonnaise.
Elle est facilement reconnaissable avec ses colombages et jouxte l'église Saint-Étienne.
C'est sûrement une des plus anciennes maisons de Roanne. Elle fut longtemps un caveau de dégustation des vins de la côte-roannaise. La maison est aujourd'hui le siège des réunions de l'Association des Amis du Musée et de la Médiathèque de Roanne.
La maison fut inscrite aux monuments historiques en 1949.